# Utilisateur intensif
En informatique, un utilisateur intensif (en anglais : power user) est un utilisateur d'un ordinateur personnel qui a la capacité d'utiliser des fonctions avancées des programmes qui sont généralement hors de portée des utilisateurs « normaux ». Un utilisateur intensif a un plus grand accès aux diverses fonctions de l'ordinateur.
Il n'est pas nécessairement capable de programmer ou d'administrer des systèmes.
Dans le domaine des logiciels d'entreprise, l'utilisateur intensif peut désigner un spécialiste d'un processus particulier.
Concernant Windows, un utilisateur intensif est appelé « administrateur ».